# JBS S.A.
 For alternative betydninger, se JBS. (Se også artikler, som begynder med JBS)
JBS S.A. er en brasiliansk koncern, som er verdens største indenfor salg af forarbejdet kød, hvilket omfatter oksekød, kylling, svinekød og diverse bi-produkter fra kødproduktion. I 2017 havde de en omsætning på 53 mia. USD (2020) og 233.797 ansatte(2017). De har hovedsæde i São Paulo. Virksomheden blev etableret i 1953 i Anápolis, Goiás. I 2017 havde virksomheden 150 industrianlæg omkring i verden. J&F Investimentos ejer 42 % af aktierne i JBS S.A., som er børsnoteret under navnet JBSAY. J&F Investimentos ejes af Joesley Batista og Wesley Batista.